# 한국식품영양과학회
한국식품영양과학회(The Korean Society of Food Science and Nutrition)는 사회 일반의 이익을 도모하기 위하여 공익 법인의 설립 운영에 관한 법률의 규정에 따라 식품과 영양에 관한 연구의 촉진, 식생활 개선을 통한 국민영양보건의 향상 및 학술문화의 발전에 기여함을 목적으로 설립된 사단법인이다. 사무실은 부산광역시 부산진구 중앙대로 993, 1010 (양정동)에 있다.

## 임원
- 회장 : 권중호 (경북대학교 식품공학부)

## 주요 사업
- 식품과 영양에 관한 학술연구발표회, 강연회 등의 개최
- 식품과 영양관계 연구결과 출판을 위한 학회지 및 관계도서 간행과 배포
- 국내외의 식품과 영양에 관련되는 제 학회 및 제 기관과의 연락 및 제휴
- 기타 본회의 목적 달성을 위해 필요한 사업